# Думсдэй
Думсдэй (англ. Doomsday — «Судный день») — суперзлодей комиксов издательства DC Comics. Персонаж, созданный Дэном Юргенсом, впервые появился в Superman: The Man of Steel #17 (ноябрь 1992). Он наиболее известен как единственный персонаж, который победил и убил Супермена в бою в сюжетной арке The Death of Superman.

## Биография

### Рождение Разрушителя
Существо, которое известно в наше время как Думсдэй, появилось в далёком прошлом на планете Криптон. Примерно 250 000 лет тому назад, когда ещё планета не была заселена гуманоидными криптонцами. В те времена Криптон был жестоким миром, где выживали только самые сильные существа. Создатель Думсдэя — загадочный инопланетный учёный по имени Бертрон, который хотел создать существо, являющее собой вершину эволюции. Для этого Бертрон и его команда отправили ребёнка на поверхность планеты, где он бы сразу умер в жестокой окружающей среде или от злобных хищников. Процесс повторяли множество раз — раз за разом останки ребёнка собирали и для искусственного ускорения эволюции клонировали. Десятки лет существо было вынужденно терпеть смертельные агонии тысячи тысяч раз, каждая из этих смертей генетически записывалась в его памяти, и из-за этого существо возненавидело всю жизнь и всех живущих. Существо получило возможность адаптироваться к тому, что его убивало в предыдущей жизни без технологий учёных. На этом этапе он искал и убивал всех живых существ планеты. Думсдэй напал на космический корабль научной группы Бертрона, посчитав их угрозой из-за множества смертей, которые они ему принесли. Он убил учёного и сбежал с Криптона.
Переходя от одной планеты к другой, Думсдэй убивал множество существ и нёс за собой большие разрушения. Начал он с планеты Bylan 5, где напал на Дарксайда, разрушив его планы заполучить запасы химического вещества, нужного для военных фабрик Апоколипса. Думсдэй прицепился к улетающему кораблю, который разбился Кхундие, где он встретился с сопротивлением кланов, которые объединились против Разрушителя. Воин по имени Кобальт заманил Думсдэя на ракету. Когда они были в космосе, воин был убит, а Думсдэй остался дрейфовать в космосе в результате взрыва ракеты.
Следующими с кем пересёкся Разрушитель, был Корпус Зелёных Фонарей. Тысячи Зелёных Фонарей пытались остановить Думсдэя, но все они были убиты. На планете Оа его победил один из Стражей Вселенной, пожертвовав своей жизнью — смерть Стража вызвала разрыв в пространстве, в который провалился Думсдэй. После этого он попал на планету Каталон, которую опустошал в течение трёх лет. Чтобы остановить Разрушителя, члены королевской семьи объединили свои жизненные силы в единое существо из чистой энергии — Радианта, который убивает Думсдэя с помощью взрыва огромного количества энергии. По погребальным традициям Каталона, Думсдэя одели и сковали в кандалы, чтобы его душа не смогла сбежать в загробный мир. Его выкинули в космос, так как считали, что он не достоин быть похоронен на планете в связи с его злодеяниями, в результате спустя некоторое время Думсдэй падает на Землю, из-за силы удара о земную поверхность, он проваливается глубоко под землю.

### Смерть Супермена
После того, как существо смогло выбраться на поверхность, разрушения проявились на Среднем Западе Америки. Лига Справедливости, которая на тот момент не включала достаточно сильных персонажей таких как Чудо-Женщина, Шазам или Затанна, попыталась остановить Разрушителя, но потерпела неудачу, чем привлекла внимание Супермена. Наиболее примечательным было то, что Думсдэй всё время сражался всего одной рукой. Имя существу придумал член Лиги Справедливости Бустер Голд, отметив, что неистовость Разрушителя напоминает «приход Страшного суда» (англ. Doomsday), это имя распространилось за счёт различных СМИ. Пятеро участников Лиги, включая Супермена, объединили свои силы, чтобы противостоять Думсдэю, но единственное, чего они добились, — разбили его кандалы, освободив вторую руку.
В бою с Думсдэем, Супермен осознал, что соперник не уступает ему в силе и его нужно остановить любой ценой. В свою очередь Разрушитель почувствовал сильное желание убить Супермена. Это желание объясняется в минисерии Hunter/Prey: в процессе рождения «Последний» умирал в мучениях множество раз, при адаптации получил способность чувствовать любого криптонца, а также инстинктивно принимать их за врагов.
В немногочисленных выпусках комиксов о Супермене, в которых он сражался с Думсдэем, Человек из Стали понял, что существо никогда не остановится и продолжит нападать, не уставая, не зная страха или жалости. Супермен осознал это в выпуске ''Superman'' (vol. 2) #75, где они избивают друг друга до самой смерти.
После смерти Супермена появились четыре супер-существа, двое из которых утверждали, что являются Суперменом (Киборг-Супермен и Уничтожитель), а двое других претендовали на его наследие (Супербой и Сталь). Киборг-Супермен привязал безжизненное тело Думсдэя к астероиду и бросил его далеко в космос по траектории, которая не пересечется ни с одной планетой. Со временем Думсдэй пробудился вновь, будучи прикованным к астероиду.

### Реванш
В конце концов, после прохождения через червоточину астероид Думсдэя был случайно обнаружен космическим кораблем-мусорщиком. При ближайшем рассмотрении дрейфующей скалы необычного вида команда корабля нашла объект, надеясь найти что-нибудь ценное. Судно-мусорщик оказалось на пути к Апоколипсу, дому теперь могущественного тирана Дарксайда, наделенного легендарной Силой Омеги, спустя много времени после его первой встречи с Думсдэем. Думсдэй был полностью отдохнувшим и, убив команду спасательного корабля, оказался в суровом мире. Это должно было быть подготовкой к финальной схватке между Думсдэем и Суперменом, который беспокоился о возможности воскрешения Думсдэя. С помощью своих контактов в Лиге справедливости Супермен добыл Материнский ящик, разумный компьютер, после того, как слуга Дарксайда Десаад связался с Землей по поводу проблемы на Апоколипсе.
Неизвестный Супермену, Думсдэй столкнулся с Дарксайдом и победил его в единоборстве, даже после того, как выдержал полный эффект лучей Омега Дарксайда, и опустошал Апоколипса. К сожалению, прежде чем Супермен смог справиться с Думсдэем, Десаад открыл бум-трубу в Калатоне - первом мире, где Судный день был успешно побежден - и послал Судный день через него, что, как он считал, было его поражением от рук Сияющего. Однако Судный день смог адаптироваться и победить любого противника из-за процесса, с помощью которого он был создан, поэтому, хотя Сияющий победил его однажды, он не сможет победить его снова. Точно так же, хотя Супермен однажды убил Судный день, он не смог сделать это снова. Супермен, зная об этом, был наполнен историей Думсдэя манипуляциями со временем. Вейверидер - был одержим тем, чтобы остановить Думсдэя, и последовал за ним до Калатона. Он снова боролся с Думсдэем с помощью Материнской коробки, но, несмотря на то, что он предоставил ему дополнительное оружие, такое как ультразвуковой пистолет и энергетический меч. Супермен потерпел поражение, поскольку эволюция Думсдэя сделала его невосприимчивым к атакам Супермена, таким как его слуховые каналы, запечатанный новыми костными разрастаниями или его костяшками пальцев, способными вырваться из его тела, чтобы «прижать» Супермена в воздухе. В конце концов, когда его левая рука получила сложный перелом и большая часть его оружия была потеряна, Супермен был вынужден использовать одно из устройств путешествия во времени Ваверидера, чтобы доставить Думсдэя в Конец Времени, где Думсдэй встретился с единственной силой, которую он не мог преодолеть: энтропия. По возвращении Супермена в настоящее, Материнский ящик исцелил раны Супермена, а затем «умер». На Апоколипсе Дарксайд, несмотря на то, что Думсдэй почти убил его,но был очарован им после того, как стал свидетелем его способностей и узнал о его происхождении от Ваверидера.

### До Бесконечного Кризиса
Думсдэй снова вернулся в мини-сериале «Войны Думсдэя». В этой серии, Принц Внок, существо из Брэйниака, использует свою технологию для поездки в конце недели, чтобы получить Думсдэя, чтобы объединить огромную мощь Зверя с грозным интеллектом Брэйниака после того, как первоначальное тело гениев был тяжело ранен в своем последнем бою с Суперменом (объяснено, что это произошло во время реконструкции шкалы времени после событий "Нулевая Ночь"; реконструкция времени означала, что Брэйниак смог изменить события, связанные с поражением Думсдэя). Однако он не смог стереть сознание Думсдэя с помощью лекарств, потому что он слишком быстро отреагировал, чтобы процесс сработал. Из-за слишком сильной силы воли Думсдэя для того, чтобы Брэйниак мог навсегда сокрушить его самостоятельно, Брэйниак вместо этого решил использовать человеческого хозяина для генетической разработки клона Думсдэя без разума оригинала, временно поселившись в голове Думсдэя, чтобы использовать силу существа, пока он не будет вытеснен. Но потом решил использовать Пита Росс и Лану Лэнг - новорожденного ребенка, рожденный на восемь недель раньше срока и доставленный Суперменом в больницу. Брэйниак перехватил Супермена и украл ребенка, чтобы навредить своему давнему врагу, правильно сделав вывод, что это был ребенок кого-то близкого к Супермену, и чувствуя, что все еще податливая ДНК ребенка сделает его идеальным для этого плана. В конце концов, Супермен сорвал заговор Брэйниака, изгнав его из тела Думсдэя с помощью блокирующего телепатию «пси-блокатора», одновременно спасая ребенка от оборудования Брэйниака после того, как лечение его врага привело ребенка к полному сроку, прежде чем влить ему с ДНК Думсдэя. Затем он заманил Думсдэя на Луну, где поместил его в своего рода стазис с четырьмя телепортами Лиги справедливости. Постоянно перемещаясь между этими четырьмя будками, Думсдэй никогда не будет интегрирован более чем на 25%, и поэтому не сможет сбежать.
После этих событий, Думсдэй был выпущен Черным Манчестером из Отряда Самоубийц в боевой Империекс, угроза, которая бы судил больше, чем Думсдэя. Освободившись, Думсдэй убил Отряд, а затем продолжил сражаться с многочисленными зондами Империекса (его разум был изменен Черным Манчестером, чтобы рассматривать их как угрозу, которую он обычно воспринимал как Супермена), которым до сих пор удавалось серьезно ранить или убить большую часть Герои Земли. Думсдэй прорвался через множество зондов с, казалось бы, небольшими усилиями, при этом при помощи Супермена - единственный раз, когда два врага приблизились к объединению - прежде, чем, наконец, столкнуться с самим Империексом. Империекс оказался слишком большим для Судного дня - он взорвал существо, превратив его в светящийся скелет.
Superman (vol. 2) #175 ознаменовал 100-ю проблему со дня смерти Супермена в битве с Думсдэем, организовав матч-реванш. Скелет Думсдэя был извлечен, а его плоть восстановлена Лексом Лютором (с использованием криптонианской ДНК Супермена), который передал Думсдэя Дарксайду, чтобы выплатить военный долг Земли Апоколипсу. К этому времени Думсдэй развил разум и рассудительность. Лютор устроил Джокеру возможность устроить "судный день" в Вашингтоне, округ Колумбия, чтобы продемонстрировать, что он «в хорошем рабочем состоянии». Также это была годовщина того дня, когда Супермен умер, останавливая Думсдэя. Несмотря на то, что он ослаблен криптонитом Когда Лютор попытался использовать криптонианское происхождение Думсдэя, сердце Супермена было перезапущено Черной Молнией, и он достиг неизвестного пика, когда монстр боролся с Марсианским Охотником на людей (Дж'онн Дж'онзз). Узнав от Дж'онзза, что Думсдэй хотел убить Лютора, потому что он обвинил Лютора в его «смерти» в Войне Империекса, Супермен вскоре снова сразится с Думсдэем и, на этот раз, смиренно победит существо, выбив его и доказав себе и себе мир, в котором Думсдэй больше никогда не будет равным Супермену а также тем кто с ним имел дело на Земле, при этом заговорив в процессе.
Дарксайд попытался воспроизвести Думсдэя, создав армию «клонов» его подобных. Дарксайд не смог полностью воспроизвести существо во всей его грубой силе, но до сих пор использует копии в качестве своих пехотинцев. Они были побеждены комбинацией теплового зрения и взрывных бэтарангов Бэтмена во время атаки на Райский остров, в то время как Дарксайд похитил недавно прибывшую Кара Зор-Эл/Супергёрл.
Когда Супермен отправился на Апоколипс, чтобы вернуть к жизни супергероя Сталь, Морталла (жена Дарксайда) приказал своим войскам освободить Думсдэя в попытке помочь Дарксайду. Недолгая свобода Думсдэя была быстро остановлена Сталью в Эгиде Энтропии, доспехах невероятной силы, созданных из остатков зонда Империекса. Думсдэй исчез, и его видели блуждающим по суровым землям Апоколипса.
Благодаря своему новообретенному разуму Думсдэя, ему удалось сбежать с Апоколипса и вернуться на Землю. По прибытии Думсдэй столкнулся с рядом эмоций, ранее ему чуждых - любовью, состраданием и добротой. Исследуя весь спектр этих новых эмоций, Думсдэй снова отправился в Метрополис, хотя и не так разрушительно, как раньше. По прибытии в Метрополис, Думсдэй обнаружил Супермена на грани смерти от рук Гога и вмешался, чтобы помочь Супермену в конечном итоге бесполезной битве против армии Гога.
В новом будущем Думсдэй запомнился как один из величайших героев Земли, который продолжил наследие Супермена, возглавив армию под своим именем против армии Гога. Эта новая временная шкала закончилась, когда выяснилось, что Супермен был все еще жив, заключен в ловушку и подвергался пыткам криптонитом в течение двух столетий Гогом. В конце концов, Супермену удалось убедить Гога в ошибочности своего пути. Гог предложил исправить прошлое, вернув Думсдэя в более раннюю точку на временной шкале, но в процессе Думсдэй потеряет свой разум и человечность. Вернувшись в настоящее, бессознательный Думсдэй был унесен младшей версией Гога в неизвестное место с неизвестной целью.

### Бесконечный Кризис
Во время Бесконечного Кризиса, Думсдэй был освобожден из плена в пещере недалеко от центра Земли Доктором Психо и Варпом. Доктор Психо контролировал его разум и использовал в качестве «носителя копья» в нападении суперзлодеев на Метрополис. Когда он появился на виду перед Зеленой Стрелой, его остановили Кал-Эл и Кал-Л, которые быстро расправились со злодеем, поскольку впервые со времен первого Кризиса два Супермена действовали как команда.

### Новый Криптон и Царство Думсдэя
Думсдэй вернулся на последней странице Супермена (том 1) # 681, разбившегося в Метрополисе вскоре после встречи представителей Кандора с президентом. Думсдэй был тогда очевидно убит на Луне Земли, когда Супермен, Супергёрл и многие жители Кандора бросились на него насмерть, сокрушив череп монстра.
После боя изуродованный труп Думсдэя оказался в руках генерала Сэма Лейна, который руководил таинственным правительственным агентством, решившим остановить криптонское «вторжение» на Землю. Намекнули, что генерал Лейн послал Думсдэя в первую очередь после Кандорианцев, и это существо - только одно из «оружия» в распоряжении Лейна. Генерал Лейн поручил Лексу Лютору работать над очевидным «улучшением» Думсдэя, который к концу «Нового Криптона» так и не очнулся от своей последней смерти.
Во время боя Зор-Эл (дядя Супермена) сказал ему о происхождении Думсдэя и причину ненависти к криптонцам.
Но потом Думсдэй вернулся, чтобы проложить новый путь разрушения во вселенной DC. Его путешествие началось в сериале Сталь и продолжилось в других комиксах. Думсдэй, демонстрируя увеличенный, расширенный набор сил, который, казалось, адаптировался к каждому из его противников, атаковал, победил и похитил Сталь, Киборга, Супермена, Истребителя, Супергёрл и Супербой, прежде чем взять их на замаскированный спутник в бывшем местонахождении Нью-Криптона. Супермен обнаружил, что все это было частью заговора Лекса Лютора, который стал устаревшим. Обнаружив спутник, Супермен попытался освободить своих союзников, но все они обнаружили, по-видимому, все еще инертное тело Думсдэя, а также три отдельных клона или копии - каждый с разным набором сил.
Пытаясь убежать от клонов с помощью Думсдэя, Семья Супермена обнаружила, что их корабль сейчас находится на курсе к Земле с потенциалом спровоцировать событие уровня вымирания, если оно нанесет удар. Их попытка отклонить корабль была прервана существом по имени «Убийца Судьбы», который напоминал киборгскую версию Думсдэя, а позже выяснилось, что это Думсдэй, брошенный в бесконечную трубу, которая дала ему время для развития. Убийца Судьбы без особых усилий разорвал Искателя на части и провозгласил, что Земля должна умереть ради будущего.
Убийца Судьбы считал исходного Думсдэя заразой, поэтому он планировал уничтожить Землю, так как считал Землю эпицентром «инфекции» Думсдэя. Супермен и его друзья сбежали с корабля с оригинальным Думсдэем и остановили корабль от крушения на Земле, столкнув его в бухту Метрополиса. После этого Убийца Судьбы напал на город клонами Думсдэя, решив стереть все следы и знания о Думсдэя из существования. Клоны распространились по миру, сея хаос, в то время как второй план Убийцы Судьбы состоял в том, чтобы соблазнить Думсдэев достичь ядра Земли, чтобы он мог расширить вселенную внутри башни корабля и уничтожить планету изнутри, таким образом стирая все знания о Думсдэе из вселенной.
В STAR Labs союзники Супермена использовали оригинальное тело Думсдэя, чтобы попытаться найти способ остановить клонов Думсдэя. Думсдэй проснулся, но Искоренитель (которого считали убитым Убийцей Судьбы) все контролировал. Когда Искоренитель и герои атаковали клонов Думсдэя, он предупредил, что разум Думсдэя начал пробуждаться. В финальной битве ослабленный Супермен вступил в контакт с искусственным интеллектом корабля, прежде чем он достиг ядра Земли, в надежде телепортировать башню. Тем временем клоны Думсдэя были побеждены героями Земли и отправлены обратно в яму, в которой находилась башня. Истребитель прибыл и защитил Супермена, теперь очень слабого, от Убийцы Судьбы, быстро выбросив Супермена из башни и позволив себе оказаться в ловушке с Убийцей Судьбы, прежде чем башня телепортируется прочь.

## Силы и способности

### Сформировавшиеся
- Сверхчеловеческая сила: Думсдэй одно из сильнейших существ во вселенной. Рукопашная борьба с ним почти для всех равносильна смерти; практически все, кто бросил вызов его силе, погибли. Он одолевал Дарксайда, и был способен сражаться наравне с Суперменом и со всей Лигой Справедливости. Его сила не уступает Супермену, а может, и превосходит её, из-за адаптации, мощь Думсдэя формировалась многие годы, поэтому ему неведом страх, сочувствие и жалость. Он без труда способен победить множество супергероев. Так, например, Думсдэй победил Лигу Справедливости, а физическая сила помогла ему убить Супермена, опустошать планеты и сверхразвитые расы. Думсдэй легко способен поднять вес, равный звезде, а его сила обновляется и увеличивается с каждой смертью, делая его мощнее.
- Неуязвимость: Думсдэй почти неуязвим для форм физического воздействия, неуязвим для ментального воздействия. Таким образом пули от него просто отскакивают, лазеры и взрывчатка не оставят и следа на нём, электричество не может пройти через его жёсткую кожу, лучи Супермена лишь слегка щекочут его.
- Сверхчеловеческая выносливость: Думсдей способен непрерывно быть в движении и при этом не уставать вообще. Он может непрерывно находиться в бою несколько месяцев подряд до самого конца сражения. Он сражался в Метрополисе против Супермена несколько дней, до тех пор пока он и Человек из стали не пали в бою.
- Сверхчеловеческие скорость и рефлексы: Самое неожиданное — это то, что Думсдэй, при своём огромном весе и размере, очень быстрый и проворный. Так в считанные минуты, он расправился почти со всей Лигой Справедливости. Рефлексы позволили ему поймать Флэша, пока тот бежал.
- Сверхчеловеческие прыжки: Из-за своей мышечной массы он может одним прыжком преодолевать расстояние в целые мили.
- Активная адаптация: Все страдания, которые перенёс Думсдэй, сделали его более сильным, но внушили ему ненависть к жизни. Если его ранят, не активируя способность к восстановлению, то это сделает Думсдэя неуязвимым или даст дополнительные способности, что отражает его борьбу за выживание. Яркий пример таких способностей, когда он удлинял суставы, чтобы схватить Супермена в воздухе; когда создал собственную энергетическую ауру в битве с Радиантом или выдыхал пламя в Марсианского Охотника на людей.
- Эволюционирующий регенерирующий фактор: Каждый раз, когда Думсдэй умирает, он становится более устойчивым или вообще неуязвимым к тому, что его погубило. От количества повреждений, которые нанесли Думсдэю, зависит период времени его регенерации: если он был убит с минимальными повреждениями, то регенерировать будет всего пару секунд; если получит серьёзный ущерб, то регенерация может проходить несколько минут, а то и несколько часов; если же его убили, подобно тому, как это сделал Империекс, когда от него остался один скелет, то восстановление будет занимать тысячи лет. Его регенерация слабеет при свете красного солнца и даже криптонита. Он также имеет способность регенерироваться с одного атома или одной капли крови, однако, если от Думсдэя ничего не останется, то он погибнет навсегда.
- Ощущение криптонцев: Генетическая способность, которая позволяет учуять любого криптонца.
- Криптонский гнев: Инстинкт, автоматически определяющий криптонское ДНК как угрозу..

## Слабости
Если Думсдэя уничтожить так чтобы от него не осталось даже атома, то он погибнет навсегда. Несмотря на свои невероятные адаптивные способности, Думсдэй никогда не мог приспособиться к физическим атакам полностью. Также он не способен развить иммунитет к мерным атакам и манипуляциям со временем.

## Думсдэй вне комиксов

### Мультсериалы
- Думсдэй появляется в анимационном телесериале «Лига справедливости», был озвучен актёром Майклом Джей Уайтом. Он попадает на Землю находясь внутри чего-то похожего на расплавленный красный метеорит. Сражаясь с Лордами правосудия (тираничная версия Лиги Справедливости из параллельной вселенной), он терпит поражение.[7] Из-за проблем с цензурой создатели мультсериала не могли допустить, чтобы Супермен из Лордов правосудия убил Думсдэя.
- В сиквеле «Лиги справедливости» — "Лига справедливости: Без границ, в эпизоде «The Doomsday Sanction» рассказывается, что Думсдэй на самом деле изменённый клон Супермена (аналогичный Бизарро). Он был создан в результате генетического Проекта «Кадмус» как существо, превосходящее в силе Супермена. Думсдэй снова терпит поражение от рук Супермена, и Лига Справедливости запирает его в Фантомной Зоне до конца его дней.[8]
- Имеет камео в анимационном сериале Legion of Super Heroes — в эпизоде «Phantoms» он является одним из заключённых Фантомной Зоны.

### Мультфильмы
- Думсдэй появляется в анимационном фильме «Супермен: Судный день». В мультфильме его происхождение было упрощено — по криптонским записям он был неправильно запрограммированным биомеханическим суперсолдатом, буквально являясь оружием массового уничтожения или орудием судного дня. Думсдэй уничтожает всех и всё на своём пути, «потому что он должен», так как не может отличить друзей от врагов. В отличие от оригинальных комиксов, в фильме ничего не говорится о его способности возвращаться из мёртвых. В мультфильме, как и при первом появлении Думсдэя в оригинальных комиксах, он ничего не говорит и только рычит.
- Армия клонов Думсдэя появляется в анимационном фильме «Супермен/Бэтмен: Апокалипсис». Клоны были созданы врагом Супермена — Дарксайдом для атаки на Темискиру. Клоны оказались намного слабее самого оригинала и были использованы как отвлекающий манёвр для похищения Кары Зор-Эл.
- Думсдэй появляется в мультфильме «Смерть Супермена» (2018). Кларк Кент старается совмещать работу журналиста и миссии Лиги Справедливости, скрывая правду от Лоис Лейн. Тем временем, астероид, уничтожая на своем пути космический шатл вместе с командой Хэнка Хеншоу, падает в Атлантический океан. Лекс Лютор отправляет подводную экспедицию, которая становится свидетелем жестокого расчленения нескольких атлантов. Участники подводной команды также становятся жертвами неизвестного монстра. Свирепое существо выбирается на сушу и уничтожает все на своем пути. Один за другим, члены Лиги Справедливости терпят поражение и получают серьёзные ранения. Последним в бой с монстром, добравшимся до Метрополиса, вступает Супермен. Перед этим Кларк Кент раскрывает тайну своей личности и признается в любви Лоис Лейн. Лоис во время своего воздушного репортажа называет неизвестного разрушителя Думсдэем. Силы сторон практически равны. В конце, ценой своей жизни, Супермен убивает Думсдэя, свернув ему шею.

Версия Думсдэя появляется в мультфильме Темная Лига Справедливости: Война Апокалипсиса. Хоть он сам не появлялся, но появились его гибриды смешанные с Парадемонами которые теперь называют Парадумы.

### Телесериалы
- В сериале «Тайны Смолвиля» является главным антагонистом в восьмом сезоне.[9] Роль Думсдэя сыграли два актёра: Дэвиса Блума (Думсдэй в человеческой форме) сыграл Сэм Уитвер, а Дарио Деласио сыграл истинную сущность разрушителя. По сюжету Думсдэй был создан Генералом Зодом и его женой Фаорой из ДНК самых сильных существ, которых было возможно найти на Криптоне. Образ Дэвиса Блума больше похож на вынужденного злодея, чем на привычного по комиксам неконтролируемого монстра.[10] В финале сезона Хлоя Салливан использует чёрный криптонит, чтобы отделить Дэвиса от Думсдэя, и Кларк Кент побеждает истинную сущность разрушителя, заточив его глубоко в недрах Земли. Но в итоге — Дэвис Блум все равно был убит.[11]
- Думсдэй — Кратко появляется в шестом, девятом и десятом эпизодах сериала Криптон через CGI.
- В сериале "Супермен и Лоис" появляется в конце 13 серии 3 сезона.

### Кино
Кинематографическая вселенная DС
- В фильме «Бэтмен против Супермена: На заре справедливости» Думсдэя создал Лекс Лютор в разрушенном Зале зарождения разбившегося криптонского корабля, поместив туда тело мёртвого Генерала Зода и пролив на него собственную кровь. Вероятно, подобный эксперимент уже проводился ранее на Криптоне, потому что компьютер сказал, что Совет Криптона выпустил постановление, что такое надругательство больше никогда не произойдёт(а это значит что первый Думсдэй все ещё существует и в настоящее время ни с кем не столкнулся, несмотря на то что он «сделал глобальную катастрофу на одной из лун Криптона» по версии создателя фильма). В финале Супермен пронзает Думсдея криптонитовым копьем, однако монстр, потерявший в бою руку, пронзает Человека из стали не до конца регенерировавшей костью, в результате чего Супермен также погибает. Роль Думсдэя играет Робин Аткин Даунс(озвучка и захват движения).

### Компьютерные игры
- В игре The Death and Return of Superman является вторым боссом игры. Игра является адаптацией основного сюжета комиксов «The Death of Superman».
- Клон Думсдэя появляется в Justice League Heroes и был озвучен Чарльзом Гидеоном Дэвисом. Брейниак выпускает клона на Спутник Лиги Справедливости, где он сражается с Марсианским охотником.
- В MMORPG DC Universe Online появляется в качестве одного из боссов игры, был озвучен Бенджамином Янсеном. В миссии «Smallville Alert» ЛексКорп проводит эксперимент, в котором использует ДНК Думсдэя на некоторых жителях Смолвиля, из-за чего они стали «Думсдей-подобными» созданиями. После того как игрок побеждает «подобных» и учёных ЛексКорп, он сражается с самим Думсдэем. В борьбе с Думсдэем игрок получит поддержку от различных персонажей. В зависимости от игровой стороны — это будут супергерои или суперзлодеи. На стороне супергероев игрок получит помощь от таких персонажей как: Чёрная Канарейка, Зелёная стрела, Красный Торнадо и Сталь; на стороне суперзлодеев: Бизарро, Детстроук, Убийца Мороз и Соломон Гранди.
- В игре Injustice: Gods Among Us является одним из играбельных персонажей. В режиме истории после победы над Кал-Элом, он отправляется в Крепость Одиночества и начинает превращать Землю в Криптон. Но не в современный, а в доисторический. После того как он почувствовал себя как дома, он столкнулся с Лобо.
- Играбельный персонаж в MOBA-игре Infinite Crisis.
- Появляется в игре «LEGO Batman 3: Beyond Gotham».

## Критика и отзывы
Думсдэй занял 46 место в списке 100 величайших злодеев комиксов по версии IGN.